# وشارة (شهرضا)
وشارة هي قرية في مقاطعة شهرضا، إيران. يقدر عدد سكانها بـ 485 نسمة بحسب إحصاء 2016.